# 南瀛佛教會
南瀛佛教會成立於1921年4月4日，為台灣總督府全力主導的台灣民間佛教組織。以總督府內務局社寺課長丸井圭治郎為核心人物的該宗教組織，亦是台灣日治時期期間最具影響力的台灣佛教組織。
南瀛佛教會運作方式以演講與發行月刊刊物為主，對象主要則是從事佛教宣導的師僧或民間佛齋教居士。1934年起，該佛教會惟因中日戰爭態勢擴大因素，活動、規模及影響力漸趨沒落，並於1941年正式更名為「台灣佛教」。俟1945年台灣日治時期結束後，以「齋佛融合」、「佛教現代化」或「佛教皇民化」為階段性任務的南瀛佛教會正式結束運作。

## 背景
1915年，日屬台灣發生嚴重武裝抗日事件。因為策劃革命組織成員多為台南西來庵五福王爺廟的齋教或佛教信徒，因此史稱西來庵事件。該事件中，遭警察殺害、受刑而死或入獄服刑的台灣人，光是在南化一地（今臺南市南化區）即有688名，佔該地人口15%以上，動亂時間更持續達年半。
西來庵事件後，台灣島內、日本內閣暨日本本土輿論，均對台灣總督府的內政與宗教政策嚴厲指責與批評。對此，事件尚未落幕前，總督府即針對台灣全境展開以齋教及佛教為主的宗教調查。宗教調查於數年內重複三次，其調查結果不但顯示齋教與在家佛教有其密切關係，也確立台灣總督府將齋教導正為正統佛教或同化於日本佛教的宗教內政施政方向。在此前提下，改革台灣宗教的第一步即是委託總督府內掌管宗教事務的丸井圭治郎籌畫成立以民間為主，官方為輔的佛教組織。
1921年4月4日，經過六年慣習調查與籌畫後，名為南瀛佛教會的民間佛教組織正式於台北市區艋舺龍山寺成立，首度與會會員有60餘名。此宗教組織的發起人除了台灣總督府內務局社寺課長丸井圭治郎外，尚有善慧法師、本圓法師、陳火與黃監。後者民間代表人士當中，善慧與本圓為台灣佛教知名法僧，陳火為齋教龍華派首領，黃監為社運人士黃玉階胞弟，也是齋教先天派的主事者。

## 發起成立
南瀛佛教會一成立即受矚目與期待，除了一直想將西來庵事件導火線齋教信仰納入佛教體系且成功勸服齋教兩大派主持加入南瀛佛教會的丸井圭治郎居功厥偉外，另外，就是該會網羅台灣基隆月眉山靈泉禪寺住持善慧法師及台北觀音山凌雲禪寺的本圓法師。分別隸屬於佛教曹洞宗與臨濟宗的善慧與本圓兩佛僧，之前就有嚴禁僧徒食肉及帶妻的宣教活動，於民間佛教正統化與北台灣的佛教現代化頗有貢獻。
始成立後，南瀛佛教會積極召募了60餘名台灣當地宗教人士為會員，並立即發行了相關宣傳刊物《南瀛佛教會報》。首批與會會員中，除了丸井等五位發起人為創始會員外，也招募到了周維金、葉普霖、陳清水、林柱、許林、蕭賜福、林德林、黃覺(台灣)、鄭成圓、李善性、蘇光顯、林永定、陳耀文(台灣)、盧震亨、廖炭等台灣重要宗教人士。裡面多為台北州、新竹州及台南州的齋教信徒領袖。
在龍山寺會場內共同商討後，南瀛佛教會隨即通過該會會章。通過會章的重點為：
- 名稱為南瀛佛教會，其本部建置於總督府內務局社寺課內，支部則應其必要設置於地方。
- 招募會員包含台灣島在住之本島人僧侶、齋教齋友及地位高級有名望家之佛齋教外護者。
- 佛教會目的為涵養會員之智德，而聯絡日本內地之佛教團體，冀圖佛教之振興，「開發島民之佛教心地」。
- 運作方式為開催講習會、研究會及講演會並調查關於宗教之重要事項及發刊機關雜誌。
- 會役結構為會長、顧問、副會長各一名，會理事若干名及幹事若干名。
- 佛教會會員分為通常會員、正會員、特別會員及名譽會員。其中，通常會員會費為年額納金二圓、正會員需繳納會費五圓者、特別會員則必須年納付金五十圓以上。除此，另設以碩學德高為主的名譽會員數名。

## 活動
就台灣統治者而言，南瀛佛教會最主要功能，實為佛教與齋教的融合與結合。初次的佛齋界傳教人士60人規模，也符合台灣總督府的期望。為了延續其成果南瀛佛教會除了平日宣導調查與事務外，仍每年舉辦兩次的大型佛教講習會。並將成果刊登於《南瀛佛教會報》。
1921年－1934年是南瀛佛教會發展黃金期。在此期間，該佛教會共自主舉辦例行佛教講習會14回，特別講習會2次，婦人講習會3回。除此，諸如台北、新竹及台南等州的南瀛佛教會支會也舉辦過數次講習會與巡迴講演。因為研討場地所需，部分佛寺開始闢建圖書館，這也被視為部分台灣佛齋寺廟普設圖書館的主因之一。
1930年代以前，南瀛佛教會佛教講習以善慧、本圓、覺力（以上為佛教僧）及許林（齋教居士）為主力佈道師。各講習會講題仍為正統佛教習俗宣導。1930年起，佛教會的台灣人講師逐漸改由林秋梧、李添春、高執德、曾景來、沈德融、林德林擔任。其議題則轉成佛教改革及佛齋教發展的眾問題激烈論辯。其中影響台灣佛教較深的講題計有「台灣佛教振興策」、「台灣佛教改革論」、「台灣佛教統一論」、「正信佛教新運動」、「僧伽帶妻問題」、「佛教徒葷食問題」、「佛教徒教育問題」、「寺院管理制度問題」、「住持僧資格問題」等。也因為佛教會的推力，齋教成為佛教有史以來最奇特的附屬關係，也讓以菩薩神化為主的曹洞宗、日蓮宗、淨土宗等三佛教宗派於台灣頗有發展。受其影響，南瀛佛教會所出版的《南瀛佛教會報》如今仍為台灣佛教的方志彙整重點，而所造成的膜拜菩薩風尚、異樣在家佛教觀念、齋佛教同流及佛教圖書館等傳統，至今更仍深深影響台灣宗教界。

## 沒落與結束
1934年，南瀛佛教講習會第14回結束後，隨中日戰爭規模日漸擴大，講習會資料準備與會務宣導也跟著逐漸以宣揚日本軍國主義精神或皇國精神為主，之後則成為皇民化運動的主要宣導組織，其主講者也從宗教人士改為總督府文教局長及其特地安排的日籍講師。1941年，南瀛佛教會正式改組為「台灣佛教」，惟同時台灣齋教、佛教人士幾乎全部退出於該佛教會。而就在改組同時，台灣宗教界亦相繼成立「台灣佛教龍華會研究會」、「尊皇敬佛台灣齋教教善會」及「台灣佛教龍華會」相關分支機構，不過目的相同的都僅是推動皇民化運動。
1945年，台灣日治時期結束，以南瀛佛教會為主力的「台灣佛教」正式結束，同時，以日本佛教為同化目標的台灣齋佛教則脫離日本佛教的同化影響範圍。1946年10月，南瀛佛教會再度更名為台灣省佛教會。

## 相關詞條
- 佛教、台灣佛教。
- 日治時期台灣佛教之四大道場：靈泉禪寺、凌雲禪寺、法雲寺、超峰寺。
- 日治時期，台灣有以下幾位知名的佛教(包含齋教)人士：黃玉階、證峰法師、覺力法師、許林、妙果法師、善慧法師、心源法師、真常法師、覺滿法師、福智禪師、廖炭、傳芳法師、本圓法師、陳登元、斌宗法師、永定法師、玄精法師、妙禪法師等的人士。